# Paul Leyden
Paul Augustine Leyden (* 16. Dezember 1972 in Melbourne) ist ein australischer Schauspieler, Regisseur, Filmproduzent und Drehbuchautor.
Leyden wurde in Melbourne geboren und wuchs dort als eines von fünf Kindern seiner Eltern John und Ros Leyden auf. 
Als Schauspieler wurde Leyden vor allem für seine Rolle des Simon Frasier in der Serie Jung und Leidenschaftlich – Wie das Leben so spielt bekannt. Erste Rollen übernahm er seit Ende der 1990er Jahre. Als Regisseur war er unter anderem für den Film R.I.P.D. 2: Rise of the Damned (2022) verantwortlich. Seine Regiedebüt gab er 2009 mit einem Kurzfilm, seiner erster Spielfilm folgte 2014.
Im August 2018 heiratete Leyden die Schauspielerin Alexia Barlier. 2019 wurde ihre Tochter geboren. Gemeinsam leben sie in Los Angeles.

## Filmografie
als Schauspieler:
- 1999: Farscape (Fernsehserie, 1 Folge)
- 1999: The Tribe – Eine Welt ohne Erwachsene (Fernsehserie, 4 Folgen)
- 1999: Home and Away (Fernsehserie, 5 Folgen)
- 2000: Beastmaster – Herr der Wildnis (Fernsehserie, 1 Folge)
- 2000–2010: Jung und Leidenschaftlich – Wie das Leben so spielt (Fernsehserie, 212 Folgen)
- 2003: Polizeibericht Los Angeles (Fernsehserie, 1 Folge)
- 2003: Law & Order: Special Victims Unit (Fernsehserie, 1 Folge)
- 2004–2005: LAX (Fernsehserie, 13 Folgen)
- 2005: Ghost Whisperer – Stimmen aus dem Jenseits (Fernsehserie, 1 Folge)
- 2008: Canal Road (Fernsehserie, 13 Folgen)
- 2008: Maneater (Fernsehserie, 2 Folgen)
- 2010–2011: Schatten der Leidenschaft (Fernsehserie, 17 Folgen)
- 2014: Cleaners (Fernsehserie, 1 Folge)
- 2015: The Doctor Blake Mysteries (Fernsehserie, 1 Folge)

als Regisseur, Produzent und Drehbuchautor:
- 2012: The Factory (Drehbuchautor)
- 2014: Cleaners (Fernsehserie, Regisseur)
- 2016: StartUp (Drehbuchautor, 1 Folge)
- 2017: The Hunter's Prayer (Produzent)
- 2020: Chick Fight (Regisseur)
- 2022: R.I.P.D. 2: Rise of the Damned (Regisseur, Drehbuchautor)